# Régularité par morceaux
 (février 2017).
Si vous disposez d'ouvrages ou d'articles de référence ou si vous connaissez des sites web de qualité traitant du thème abordé ici, merci de compléter l'article en donnant les références utiles à sa vérifiabilité et en les liant à la section « Notes et références ».
En mathématiques, les énoncés de certaines propriétés d'analyse et résultats de convergence se réfèrent à des fonctions vérifiant des hypothèses telles que continues par morceaux, dérivables par morceaux, etc.
Ces fonctions sont regroupées par classes de régularité qui sont autant d'espaces vectoriels emboîtés, appelés « classe Ck par morceaux » et notés Ck
I.

## Sur la droite réelle

Cette fonction n'est pas continue sur ℝ. En revanche, elle y est continue par morceaux.

Une fonction f est continue par morceaux sur le segment [a, b] s’il existe une subdivision σ : a = a0 < … < an = b telle que les restrictions de f à chaque intervalle ouvert ]ai, ai + 1[ admettent un prolongement continu à l'intervalle fermé [ai, ai + 1].
Toute fonction continue sur un segment étant réglée, les fonctions continues par morceaux sur [a, b] le sont également.
Concrètement une telle fonction f est continue sur ]ai,ai+1[ et admet une limite finie à droite et à gauche en chaque ai' (lesquelles peuvent être distinctes et distinctes de la valeur de f au point ai lui-même).
On définit de même les fonctions de classe Ck par morceaux, linéaires par morceaux, etc. On notera qu'une fonction de classe C1 par morceaux, par exemple, n'est pas nécessairement continue en ai', mais qu'elle et sa dérivée admettent des limites finies à droite et à gauche en ai.
Cette notion s'étend naturellement pour les fonctions définies sur un intervalle quelconque : une fonction est dite continue (ou autre propriété) par morceaux sur l'intervalle I quand elle est continue (ou autre) par morceaux sur tout segment de I.

## En dimension supérieure
Soient Ω un ouvert borné de ℝn et Ω son adhérence.
Pour simplifier, supposons que Ω est un domaine « régulier » (par exemple et pour fixer les idées, que le théorème de la divergence est valable pour toute fonction suffisamment lisse sur ℝn).
Alors :
- une fonction f de Ω dans ℝ est continue par morceaux — noté C0
I(Ω) — s'il existe un ensemble fini d'ouverts disjoints Ωi tels que {\displaystyle {\overline {\Omega }}=\cup _{i}{\overline {\Omega _{i}}}} et que la restriction de f à chacun des Ωi admette un prolongement continu à ℝn ;
- une fonction f de Ω dans ℝ est de classe Ck par morceaux — noté Ck
I(Ω) — si elle est de classe Ck–1 et s'il existe un ensemble fini d'ouverts disjoints Ωi tels que {\displaystyle {\overline {\Omega }}=\cup _{i}{\overline {\Omega _{i}}}} et que la restriction de f à chacun des Ωi soit de classe Ck(Ωi).

## Domaines d'application
La régularité par morceaux est utilisée pour démontrer les résultats importants de certaines théories simplifiées de l'intégration, et leurs applications, comme l'analyse par séries de Fourier.